# Heinz von Hermann
Heinz von Hermann (* 21. Oktober 1936 in Wien) ist ein österreichischer Jazzmusiker (Saxophone, Klarinette und Flöte, Komposition, Arrangements).

## Leben und Wirken
Hermann lernte als Kind klassisch Geige und kam mit 17 Jahren zum Jazz. Er nahm Klarinettenunterricht bei Fatty George, auf allen anderen Instrumenten ist er Autodidakt. 1958 wurde er in einem Nachwuchswettbewerb, den Friedrich Gulda ausrichtete, als bester Nachwuchsmusiker ausgezeichnet. Daraufhin gab er das Studium der Radiotechnik auf und ging im gleichen Jahr mit der Band von Uzzi Förster nach Deutschland. 1960 gründete er eine eigene Band mit dem Pianisten Werner Giertz und Hartwig Bartz. Zwischen 1961 und 1966 hatte er Engagements bei Herman Wilson, in einem amerikanischen Club in Tripolis (mit Peter Herbolzheimer) und fand dann Arbeit in den Niederlanden (bei Gerry Hayes), Frankreich und im Jazzclub von Madrid, wo er mit zusammen mit Tete Montoliu, Booker Ervin, Lee Konitz, Billy Brooks und Donald Byrd zur Hausband gehörte. 1967 spielte er in Italien, ab 1968 in München, wo er bei Max Greger, Joe Haider und im Jazzensemble des Bayerischen Rundfunks, im eigenen Quartett mit Joe Harris, Jimmy Woode und Mike Thatcher und mit Dusko Goykovich in der „Munich Big Band“ sowie in dessen Quintett spielte.
Ab 1971 war er Mitglied der von Paul Kuhn geleiteten SFB Big Band. Daneben begleitete er in den nächsten Jahren internationale Showgrößen wie Milva, Udo Lindenberg, Shirley Bassey u. v. a., spielte mit Bert Kämpfert und den Berliner Philharmonikern. Oft trat er ab den 1970er Jahren auch in Peter Herbolzheimers „Rhythm Combination and Brass“ auf. Zusätzlich war er in kleineren Gruppen aktiv wie dem Sextett „Candombe“ mit Wilson de Oliveira (1977), einem Quintett um Rolf Ericson, in einem Trio mit Hans Rettenbacher und Ronnie Stephenson oder mit Walter Norris und Mads Vinding (ab 1989, CD „Second Trio“),1994 gründete er das Trio „Jazzahead“ mit Erich Bachträgl und Uli Langthaler, 1996 ein gleichnamiges Quintett mit Andy Haderer, Bruno Castellucci, Erwin Schmidt und Langthaler. In seiner 2012 gegründeten Latin-Jazz-Formation "Salsa Picante" hört man neben dem Leader Johannes Herrlich tb, Markus Gaudriot p, Volker Wadauer e-b, Walter Grassmann dm, Andy Steirer perc und Carole Alston voc. Zuletzt auch wieder im Joe Haider Sextett zusammen mit Bert Joris, Johannes Herrlich, Dominic Egli, Raffaele Bossard.
Seit 1972 war Hermann Dozent für klassisches Saxophon an der Hochschule der Künste Berlin. Seit 1991 lehrt er am Landeskonservatorium in Klagenfurt, wo er als Leiter der Jazzabteilung bis zu seiner Pensionierung 2002 tätig war. Danach hatte er noch einen Lehrauftrag zur Leitung der Bigband mit Fritz Ocmez zusammen. Bekam im Mai 2023 das österreichische Ehrenkreuz für Wissenschaft und Kunst verliehen.
Neben seiner Lehr- und Konzerttätigkeit konnte er sich auch als Komponist, Arrangeur und Bigbandleiter profilieren.